# Phare de Destruction Island
Le phare de Destruction Island est un phare situé sur Destruction Island, une petite île au large de Kalaloch (Comté de Jefferson), dans l'État de Washington aux États-Unis. Il a été désactivé en 2008.
Ce phare était géré par la Garde côtière américaine, et les phares de l'État de Washington sont entretenues par le District 13 de la Garde côtière  basé à Seattle.
Accessible seulement par bateau en mer très dangereuse, le site et la tour sont fermés. L'île est sous la garde du Quillayute Needles National Wildlife Refuge (en).

## Histoire
La construction du phare n'a commencé qu'en 1890, bien que l'île avait été proposée comme site pour un phare des années plus tôt, mais une pénurie de fonds et des priorités changeantes ont retardé le projet.
En février 2006 l'US Coast Guard a proposé de désactiver cette lumière et malgré quelques protestations la lumière a été éteinte en avril 2008. Le phare abandonné est voué à la détérioration à cause du temps orageux de la région.

## Description
C'est une tour conique, avec galerie et lanterne, de 28 m, adossée à une petite maison. La tour a été enveloppée d'une  paroi métallique pour la protéger des éléments. Le signal de brume fut mis en service le 1er novembre 1891 et le feu le 1er janvier 1892. Elle était équipée d'une lentille de Fresnel de premier ordre. A une hauteur focale de 45 m au-dessus du niveau de la mer la lumière était visible sur 18 milles nautiques (environ 34 km). Le gardiennage a été maintenu jusqu'en 1939 et il a été automatisé en novembre 1968.
En 1963, la tentative de la Garde côtière d'éteindre la balise pour de bon a été sabordée par les protestations des plaisanciers locaux. La lentille de Fresnel a été retirée en 1995 et est exposée au Westport Maritime Museum  à Westport. Il avait été remplacé par une balise tournante Vega (VRB-25 (en)). À ce moment-là, l'utilisation du câble sous-marin d'alimentation électrique a été retiré et remplacé des panneaux solaires. Le bâtiment d'origine du signal de brume a été transformé en un logement temporaire au cas où les conditions météorologiques empêcheraient les équipes d'entretien de quitter l'île. Les habitations des deux gardiens ont été détruits.
Identifiant : ARLHS : USA-225 - Amirauté : G4746 - ex-USCG : 6-0735 .
|                 |
| Le phare (2011) |

### Lien connexe
- Liste des phares de l'État de Washington